# Gee Jon
Gee Jon, né vers 1895 en Chine et mort le 8 février 1924 à la prison d'État du Nevada, est un criminel chinois ayant immigré aux États-Unis. Il est connu pour avoir été le premier condamné à mort exécuté au moyen d'une chambre à gaz aux États-Unis.

## Biographie

### Carrière criminelle
Gee Jon est né en Chine vers 1895, le lieu et la date de naissance précise demeurant inconnus. Il immigre aux États-Unis entre 1907 et 1908 et s'installe à San Francisco, en Californie. Il devient membre du Hip Sing Association (HSA), un gang sino-américain vendait des narcotiques et de l'alcool au début du XXe siècle. Néanmoins, à partir de 1921, le HSA commence à subir la concurrence d'un autre gang nommé le Bing Kong Tong, ce qui entraîna de nombreux affrontements entre les deux groupes.
C'est dans ce contexte que Gee Jon assassine Tom Quong Kee, un blanchisseur appartenant au Bing Kong Tong, avec la complicité de l'apprenti du blanchisseur Hughie Song. Gee frappe à la porte du domicile de Kee dans la nuit du 27 août 1921 et, dès que ce dernier ouvre, l'abat avec un revolver. Gee Jon et Hughie Song sont arrêtés par la police peu de temps après.

### Procès et condamnation
Durant leur procès, Gee Gon et Hughie Sing sont défendus par deux avocats : James M. Frame et Fiore Raffetto. Gee et Sing sont tous deux reconnus coupables et condamnés à mort. La peine de Sing est néanmoins commuée en prison à perpétuité en raison de son jeune âge (19 ans) et du fait que ce ne soit pas lui qui ait tiré le coup de feu sur Tom Quong Kee.
En 1921, la législature de l'État du Nevada adopte un projet de loi autorisant l'usage du gaz comme moyen d'exécution des condamnés à mort dans cet État. L'usage du gaz pour mettre à mort un condamné est alors considéré comme un progrès par de nombreux juristes, qui considéraient ce mode d'exécution comme plus rapide et moins douloureux que d'autres châtiments tels que la pendaison ou le peloton d'exécution. Néanmoins, cette méthode n'avait en 1924 encore jamais été appliquée, ce qui fera donc du Nevada le premier État américain à utiliser la chambre à gaz pour pratiquer la peine capitale et de Gee Jon le premier condamné à mort exécuté par chambre à gaz aux États-Unis. Les avocats de Gee Jon tentèrent de faire appel de cette condamnation mais l'appel est rejeté. Dans l'attente de son exécution, Gee Jon est incarcéré à la prison d'État du Nevada, à Carson City.

### Exécution
Les gardiens de la prison d'État du Nevada ont tout d'abord tenté de pomper du gaz dans la cellule de Gee Jon pendant qu'il dormait, mais sans succès étant donné que le gaz fuyait de la cellule. C'est pourquoi une chambre à gaz de fortune est installée dans la boucherie du pénitencier, où un chat servit de cobaye en préparation de l'exécution de Gee Jon. La mise à mort de Gee Jon commence à 9 h 40 le 8 février 1924 et est supervisée par le directeur de la prison, Denver S. Dickerson. La pompe pulvérise du gaz dans la boucherie et le condamné, ligoté sur une chaise, meurt au bout de seulement 10 minutes. À 10 h, la boucherie est ventilée pour évacuer le gaz et, à 12 h 20, le corps de Gee Jon est transporté à l'hôpital de la prison où le décès du détenu est confirmé. L'hôpital refuse cependant de procéder à une autopsie du condamné, craignant que cela ne libère des gaz mortels encore contenus à l'intérieur du corps.